# Mother and Child Reunion (Сімпсони)
«Mother and Child Reunion» (укр. «Возз'єднання матері та дитини») — двадцята серія тридцять другого сезону мультсеріалу «Сімпсони», прем'єра якої відбулась 9 травня 2021 року у США на телеканалі «Fox».
Серія присвячена пам'яті Олімпії Дукакіс, яка померла за 8 днів до того у віці 89 років.

## Сюжет
Сім'я Сімпсонів йде в магічну крамницю Дивовижного Герцога, щоб купити магічний набір на день народження Ліси. Герцог запитує, чи хочуть вони побачити майбутнє? Опісля він розкладає майбутнє за допомогою карт Таро…
У день, коли Ліса має вирішити, в який коледж їй вступити, у дівчини виникають сумніви щодо доцільності здобуття вищої освіти. Барт каже сестрі згадати, як щоразу, коли вона могла повеселитися, вона вчилася, через що зараз її приймають усі коледжі й університети.
Удома Мардж зібрала усю родину на торжество вибору. Однак, Ліса каже що не збирається вчитися в коледжі, що порушує очікування Мардж і злить матір. Незабаром вони починають сваритися з цього приводу, а згодом перестають спілкуватися взагалі.
За порадою, що робити, Ліса звертається до Неда Фландерса, який радить їй влаштуватися на роботу. Вона починає працювати у фаст-фуді Спрінґфілдському торговому центрі під керівництвом Джеремі Пітерсона. Вона швидко виявляє, наскільки ця робота відстійна.
Якось до закладу приходить хлопчик, який не зумів прочитати меню. Ліса відчуває потребу допомогти неписьменним здобути освіту, тож вона засновує власну школу, Академію Ліси Сімпсон. Здобувши відповідні документи, вона створює мережу шкіл по всьому США. Згодом Ліса стає новою шкільною інспекторкою, перемігши Чалмерза. Ставши успішною, Ліса балотується на пост президента США і перемагає.
Протягом всього цього часу Мардж і Ліса майже не розмовляють. У день інавгурації Ліси, Барт змушує сестру пригадати, як Мардж завжди була поруч у всі моменти, коли їй потрібна була допомога. Побачивши розчулення Ліси, Барт запрошує матір до Білого дому. Мардж виходить на дах, і з допомогою посередниці, перекладачки з «материнської мови», вони миряться.

## Виробництво
Спочатку ця серія з робочою назвою «Senior Moment» мала виробничий код QABF09. Однак, у серпні 2020 року «Senior Moment» було перейменовано і зміщено код на QABF14. Водночас 700-ю серією QABF09 стала «Manger Things».

## Цікаві факти та культурні відсилання
- Герцог каже, що може викликати дух коміка Родні Денджерфілда[3].
- Гомер запитує Герцога, скільки ще буде знято фільмів про «Мисливців за привидами». Герцог відповідає, що ще чотири, і що «гейська версія буде просто фантастичною», що є відсиланням до перезапуску 2016 року, з жінками у головних ролях[3].
- Ліса вже ставала Президенткою США у серії 11 сезону «Bart to the Future»[3].
- У майбутньому є білборд з написом «Blockbuster. We're back» (укр. «Блокбастер. Ми повернулися»), що є відсиланням до закритого американського сервіса з прокату фільмів та відеоігор «Блокбастер»[3].
- Феєрверк наприкінці говорить про те, що «„Disney“ представляє вам уряд США»[3].

## Ставлення критиків і глядачів
Під час прем'єри серію переглянули 1,11 млн осіб з рейтингом 0.3, що зробило її другим найпопулярнішим шоу на каналі «Fox» тієї ночі, після «Сім'янина».
Тоні Сокол з «Den of Geek» дав серії дві з половиною з п'яти зірок, сказавши:
|  | Є хороші репліки та чудові візуальні ґеґи, але загалом цього не вистачає. Це надто прямолінійно структуровано, комічно, з невеликим підривом. Можливо, не треба дозволяти Мардж відчувати себе так далеко від петлі. Це порушує баланс і відчувається нерівно. |

Джессі Берета із сайту «Bubbleblabber» оцінив серію на 6,5/10, сказавши:
|  | У цій серії є кілька яскравих моментів, зокрема з Дивовижним (Вернером) Герцогом як запрошеною зіркою. Однак, навіть сама легенда повертається для четвертої появи в «Сімпсонах». Зробити цей епізод більш схожим на Франкенштейна зі старих ідей, об'єднаних у новий пакет. Враховуючи рівень вмісту, який ми бачили на початку сезону, ми очікуємо більше від «Сімпсонів» і хочемо чогось свіжішого. |

Згідно з голосуванням на сайті The NoHomers Club більшість фанатів оцінили серію на 2/5 із середньою оцінкою 2,67/5.